# Loja (Granada)
Loja er en by og kommune i det sydøstlige Spanien i provinsen Granada. Den har et indbyggertal på 20.846 (2024) indbyggere.